# Powrót wabiszczura
Powrót wabiszczura – polski film obyczajowy z 1989 roku w reżyserii Zbigniewa Rebzdy, nakręcony na podstawie powieści Andrzeja Makowieckiego (który jest współautorem scenariusza) pod tym samym tytułem, wydanej w 1977 roku. Zdjęcia kręcono w Żarkach, Łodzi, na Pustyni Błędowskiej i w Uzbekistanie.

## Fabuła
Płowy jedzie volkswagenem górską drogą, wioząc dwunastoletnią córkę. Po wypadku, w którym zabita zostaje jego córka trafia do miasteczka w pustynnej górskiej okolicy opanowanego przez punkową młodzież. Burmistrz usiłuje pozyskać przybyłych, wzywa do przestrzegania obowiązujących praw i obyczajów, choć jednocześnie zapowiada, że władza, którą reprezentuje, nie interesuje się ani obyczajami, ani treścią dokumentów przybyszów. Wkrótce dochodzi do serii przestępstw, a podejrzenie pada na punków. Wszelkie próby ich wyrzucenia z miasta są nieskuteczne, a co gorsza łączność ze światem zewnętrznym została unieruchomiona. W końcu podczas narady miasta, pada sugestia, że tylko Płowy mógłby wyprowadzić punków z miasta.

## Obsada
- Tadeusz Paradowicz – Płowy
- Jana Švandová – Niebieskooka
- Hanna Stankówna – żona burmistrza
- Leon Niemczyk – burmistrz
- Kazimierz Meres – komisarz
- Czesław Nogacki – Europejczyk
- Roman Kłosowski – recepcjonista
- Ryszard Kotys – Szczur
- Maria Probosz – córka komisarza
- Zbigniew Buczkowski – Italiano
- Bogusz Bilewski – bliźniak #1
- Zbigniew Rosiak – bliźniak #2
- Ryszard Ronczewski – Zapała
- Włodzimierz Stępiński – Bandzioch
- Stanisław Wojciech Malec – Przetrącony Nos
- Marcel Szytenchelm – syn burmistrza
- Alfred Freudenheim – Szrama
- Paweł Nowisz – Chincol
- Paweł Królikowski – turysta